# Ледебурит

Діаграма стану «залізо-вуглець»
Евтектика: 4,3 %C (ледебурит), температура перлітного перетворення: 727 °C

Ледебури́т (від імені німецького металурга А. Ледебура, нім. A. Ledebur, 1837—1906) — структурна складова залізовуглецевих сплавів (переважно чавунів) — евтектична суміш аустеніту і цементиту, що утворюється за температури, нижчої від 1145 °С (для чистих залізовуглецевих сплавів). За температури 727 °C аустеніт перетворюється на ферито-цементитну суміш. Ледебурит — єдиний з усіх залізовуглецевих сплавів, який кристалізується при постійній температурі з утворенням механічної суміші.
Ледебуритна суміш виникає в чистих залізовуглецевих сплавах в інтервалі концентрацій вуглецю від 2 % до 6,67 %, що відповідає чавунам. Механізм утворення ледебуриту в доевтектичних (лівіше від точки евтектики, що відповідає 4,3 % вуглецю, на діаграмі «залізо-вуглець»), евтектичних і заевтектичних (правіше від точки евтектики) чавунах відрізняється.

## Властивості
Основна фаза, яка ініціює формування ледебуриту — цементит. На пластинці цементиту, що зародилася в евтектичній рідині, розростається плоский дендрит аустеніту. Далі йде порівняно швидке парне зростання взаємно пророслих кристалів обох фаз. Кожна з фаз в межах однієї колонії ледебуриту є суцільною, тобто відноситься до одного кристалу.
Залежно від температури, фазовий склад ледебуриту може бути різним. Так в температурному інтервалі від 1147 °C до 727 °C ледебурит складається з аустеніту і цементиту, а при температурах нижче за 727 °C — з перліту і цементиту.
Ледебурит характеризується високими твердістю (700 HB) та крихкістю, а також хорошими ливарними властивостями. Ледебурит міститься у всіх високовуглецевих сплавах, що називають білими чавунами.

## Доевтектичні чавуни
При охолодженні розплаву доевтектичного чавуну першим починає кристалізуватись аустеніт, внаслідок чого склад рідкої фази починає зміщуватись у бік збільшення концентрації вуглецю (через меншу розчинність вуглецю в аустеніті). Після досягнення точки евтектики (4,3 % вуглецю, 1147 °C) починається кристалізація евтектики — ледебуриту. У процесі подальшого охолодження чавуну в інтервалі температур від 1147 °C до 727 °C аустеніт збіднюється вуглецем і виділяється вторинний цементит. Вторинний цементит, що виділяється по межах зерен аустеніту, зливається з цементитом ледебуриту, тому практично не його видно під мікроскопом. При невеликому переохолодженні нижче за 727 °C аустеніт за евтектоїдною реакцією перетворюється на перліт. Таким чином, у доевтектичних білих чавунах, при кімнатній температурі, ледебурит, як структурна складова, присутній поряд з перлітом і вторинним цементитом.

## Евтектичні чавуни
При охолодженні рідкої фази складу точки евтектики до температури 1147 °C починається одночасна кристалізація суміші аустеніту і цементиту — ледебуриту. Надалі аустеніт розпадається на ферито-цементитну суміш (перліт).

## Заевтектичні чавуни
У заевтектичних білих чавунах з рідини кристалізується первинний цементит у вигляді плоских голок, потім утворюється ледебурит. При кімнатній температурі заевтектичний білий чавун містить дві структурні складові: первинний цементит і ледебурит.

## Сталі
Ледебурит може утворюватися й у сталях, якщо вміст вуглецю в них досить великий (понад 0,7 %, що відповідає інструментальним сталям) та при високому вмісті карбідотворних легувальних елементів (Cr, W, Ti, Mo та ін.) Введення цих легувальних елементів у великих кількостях зменшує розчинність вуглецю в аутеніті й перліті, що створює умови для утворення евтектики при порівняно малих вмістах вуглецю. Такі сталі (наприклад, швидкорізальні) називають ледебуритними.